# Sebastián Grazzini
Sebastián Hugo Grazzini (Rosario, 25 de enero de 1981) es un exfutbolista y entrenador argentino que se desempeñaba como enganche.

## Carrera como jugador
Su primer equipo fue en los mormones de San Martin  (Rosario)donde su papá lo alentaba desde el local de Ford, donde debutó en 2001. Debido a buenos rendimientos, emigró en 2003 al Sevilla B de España, filial del Sevilla FC. Tuvo un breve paso también por el Excelsior Virton de  Bélgica. Posteriormente volvió a Central Córdoba, para luego emigrar posteriormente del país.
En 2008 llega a Newell's Old Boys de Rosario donde se desempeñó bajo la dirección técnica de Ricardo Caruso Lombardi y luego en el segundo semestre del año con Fernando Gamboa. En 2009 pasó a Racing Club, de la mano del propio entrenador Caruso Lombardi, que ya lo había dirigido en Newell's, y por eso, no dudó en aceptar.
En 2010, firmó contrato con All Boys, donde tuvo buenos rendimientos que lo llevaron a emigrar nuevamente del país. Fue fichado, entonces, por el Chicago Fire Soccer Club de la Major League Soccer por un año.
Luego de su paso por Estados Unidos, vistió la camiseta de Atlético de Rafaela donde no tuvo demasiada continuidad aunque demostró buenos rendimientos. Luego, cuando parecía que su carrera estaba culminando, volvió a emigrar, esta vez al Asteras Tripolis de Grecia. Volvió al país en 2014 para jugar en Patronato de Paraná de la Primera B Nacional, segunda división del fútbol argentino.
A principios de 2015 firmó con el Deportes Rangers de la Primera B de Chile aunque no pudo asentarse. Por eso decidió volver a Argentina a mediados de año para jugar en Nueva Chicago de la Primera División. Disputó 10 partidos sin convertir goles en el segundo semestre de 2015 aunque su equipo terminó descendiendo a la Primera B Nacional.
Firmó en enero de 2016 con el Club Atlético Douglas Haig de la Primera B Nacional, segunda división del fútbol argentino. Disputó 15 partidos y convirtió 1 gol.
En 2017 emigró a la ciudad de Las Parejas, para participar del torneo federal A.
Luego, en enero de 2018, pasó al Club Social y Deportivo Flandria, que milita en la Primera B Nacional del fútbol argentino.

## Carrera como entrenador

### Inicios
En noviembre de 2022, Grazzini inició su carrera como entrenador en la reserva de Racing Club, haciendo dupla técnica con Ezequiel Videla.En su primer campeonato, el club culminó en la tercera posición, alcanzando un rendimiento total del 64% de los puntos y manteniendo la valla invicta en 13 oportunidades.

### Racing
El 3 de octubre de 2023, fue confirmado como entrenador interino de Racing Club luego de la renuncia de Fernando Gago.Un mes después, logró la clasificación a los cuartos de final de la Copa de la Liga Profesional con una fecha de anticipación.Sin embargo, quedaría eliminado en dicha instancia ante Rosario Central en los penales.El 6 de diciembre, presentó su renuncia al cargo y dejó de cumplir funciones en el club.

### Platense
El 28 de diciembre de 2023, fue confirmado como entrenador de Platense en reemplazo de Martín Palermo.El 27 de febrero de 2024, fue relevado de sus funciones luego de una serie de malos resultados.

### Ayudante de campo en River
Luego de su paso por Platense, se confirmó que sería ayudante de campo de Martin Demichelis en el
Club Atlético River Plate. Apenas estuvo 3 partidos en el club antes de su despido.

## Clubes

### Como jugador
| Club                | País           | Año         | PJ | Goles |
| ------------------- | -------------- | ----------- | -- | ----- |
| Central Córdoba (R) | Argentina      | 2001-2003   | 0  | 0     |
| Sevilla Atlético    | España         | 2003        | 0  | 0     |
| Excelsior Virton    | Bélgica        | 2003 - 2004 | 9  | 0     |
| Central Córdoba     | Argentina      | 2004 - 2005 | 1  | 0     |
| Unión de Sunchales  | Argentina      | 2005 - 2006 | 25 | 2     |
| Petare FC           | Venezuela      | 2006 - 2007 | 13 | 2     |
| Sestrese Calcio     | Italia         | 2007 - 2008 | 58 | 23    |
| Newell's Old Boys   | Argentina      | 2008 - 2009 | 9  | 1     |
| Racing Club         | Argentina      | 2009 - 2010 | 34 | 5     |
| All Boys            | Argentina      | 2010 - 2011 | 21 | 5     |
| Chicago Fire        | Estados Unidos | 2011 - 2012 | 25 | 7     |
| Atlético de Rafaela | Argentina      | 2012 - 2013 | 23 | 3     |
| Asteras Tripolis    | Grecia         | 2013 - 2014 | 10 | 0     |
| Patronato           | Argentina      | 2014        | 11 | 1     |
| Rangers             | Chile          | 2015        | 11 | 0     |
| Nueva Chicago       | Argentina      | 2015        | 10 | 0     |
| Douglas Haig        | Argentina      | 2016 - 2017 | 37 | 6     |
| Flandria            | Argentina      | 2018        | 2  | 0     |
| Central Córdoba     | Argentina      | 2018        | 8  | 0     |

### Como entrenador
| Club                   | País      | Año       |
| ---------------------- | --------- | --------- |
| Reserva de Racing Club | Argentina | 2022-2023 |
| Racing Club (interino) | Argentina | 2023      |
| Platense               | Argentina | 2024      |

### Como asistente
| Club              | País      | Año  | Asistente de      |
| ----------------- | --------- | ---- | ----------------- |
| C. A. River Plate | Argentina | 2024 | Martin Demichelis |

### Estadísticas como entrenador
| Equipo                | Div.                | Temporada           | Liga  | Liga | Liga | Liga | Liga |       | Copa | Copa | Copa | Copa  |   | Internacional | Internacional | Internacional | Internacional | Internacional |   | Otros | Otros | Otros | Otros |   | Totales | Totales     | Totales | Totales | Totales | Totales | Totales | Totales | Totales |
| Equipo                | Div.                | Temporada           | Part. | G    | E    | P    | Pos. | Part. | G    | E    | P    | Part. | G | E             | P             | Pos.          | Part.         | G             | E | P     | Part. | G     | E     | P | Puntos  | Rendimiento | GF      | GC      | Dif.    |         |         |         |         |
| --------------------- | ------------------- | ------------------- | ----- | ---- | ---- | ---- | ---- | ----- | ---- | ---- | ---- | ----- | - | ------------- | ------------- | ------------- | ------------- | ------------- | - | ----- | ----- | ----- | ----- | - | ------- | ----------- | ------- | ------- | ------- | ------- | ------- | ------- | ------- |
| Racing Club Argentina | 1.ª                 | 2023                | -     | -    | -    | -    | -    | 8     | 3    | 4    | 1    | -     | - | -             | -             | -             | -             | -             | - | -     | 8     | 3     | 4     | 1 | 13/24   | 54.17%      | 15      | 10      | +5      |         |         |         |         |
| Racing Club Argentina | Total               | Total               | -     | -    | -    | -    | -    | 8     | 3    | 4    | 1    | -     | - | -             | -             | -             | -             | -             | - | -     | 8     | 3     | 4     | 1 | 13/24   | 54.17%      | 15      | 10      | +5      |         |         |         |         |
| Platense Argentina    | 1.ª                 | 2024                | -     | -    | -    | -    | -    | 7     | 1    | 3    | 3    | -     | - | -             | -             | -             | -             | -             | - | -     | 7     | 1     | 3     | 3 | 6/21    | 28.58%      | 3       | 10      | -7      |         |         |         |         |
| Platense Argentina    | Total               | Total               | -     | -    | -    | -    | -    | 7     | 1    | 3    | 3    | -     | - | -             | -             | -             | -             | -             | - | -     | 7     | 1     | 3     | 3 | 6/21    | 28.58%      | 3       | 10      | -7      |         |         |         |         |
| Total en su carrera   | Total en su carrera | Total en su carrera | -     | -    | -    | -    | -    | 15    | 4    | 7    | 4    | -     | - | -             | -             | -             | -             | -             | - | -     | 15    | 4     | 7     | 4 | 19/45   | 42.23%      | 18      | 20      | -2      |         |         |         |         |
| 1. 2. 3.              |                     |                     |       |      |      |      |      |       |      |      |      |       |   |               |               |               |               |               |   |       |       |       |       |   |         |             |         |         |         |         |         |         |         |

#### Resumen por competencias
| Torneo                        | PD | G | E | P | GF | GC | Dif. | Rendimiento | Mejor Resultado  |
| ----------------------------- | -- | - | - | - | -- | -- | ---- | ----------- | ---------------- |
| Primera División de Argentina | 0  | 0 | 0 | 0 | 0  | 0  | 0    | 0%          | Por disputar     |
| Copa de la Liga Profesional   | 15 | 4 | 7 | 4 | 18 | 20 | -2   | 42.23%      | Cuartos de final |
| Copa Argentina                | 0  | 0 | 0 | 0 | 0  | 0  | 0    | 0%          | Por disputar     |
| Total                         | 15 | 4 | 7 | 4 | 18 | 20 | -2   | 42.23%      | Sin títulos      |